# 크로아티아 아이스하키 국가대표팀
크로아티아 아이스하키 국가대표팀(크로아티아어: Hrvatska reprezentacija u hokeju na ledu)은 크로아티아를 대표하는 아이스하키 국가대표팀이다. 크로아티아가 유고슬라비아로부터 독립을 한 후인 1992년 5월 6일 국제 아이스하키 연맹에 가입했으며 1993년부터 세계 아이스하키 선수권 대회에 출전했다.